# Böhm-System (Klarinette)
Das Böhm-System (oder französische System) ist ein Griffsystem für Klarinetten, das zwischen 1839 und 1843 von dem Klarinettisten Hyacinthe Klosé und dem Instrumentenbauer Louis Auguste Buffet durch teilweise Übertragung des kurz zuvor von dem Flötisten und Flötenbauer Theobald Böhm für die Querflöte entwickelten Klappenystems, auf die Klarinette entwickelt wurde, bei dem Böhm Ringklappen verwendete, die bereits 1808 von Rev. Fred. Nolan erfunden worden waren. Böhm selbst war an der Entwicklung des Systems nicht beteiligt. Gleichwohl benannten es die Entwickler nach ihm. Nach Entstehung des Oehler-Systems 1905, das bald auch als deutsches System bezeichnet wurde, wurde das Böhm-System auch französisches System genannt.

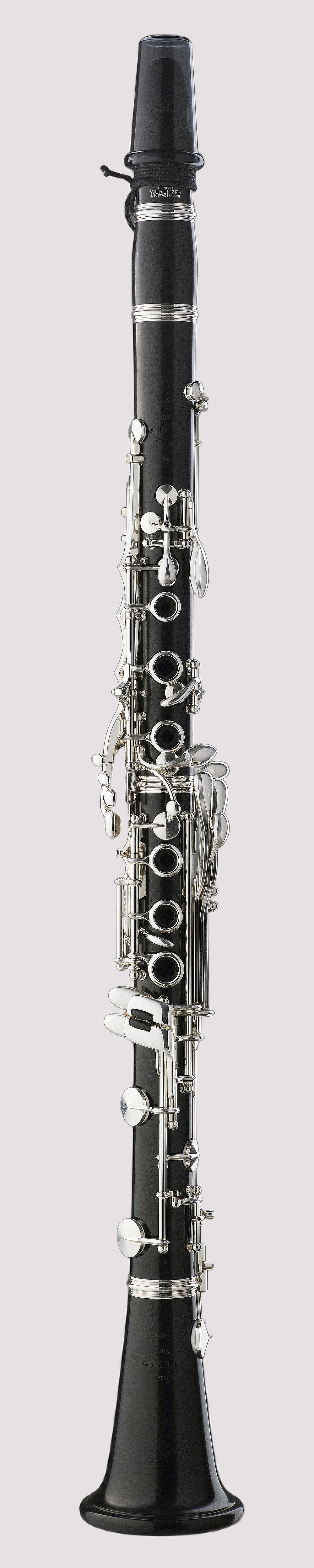
Reform-Böhm-Klarinette mit 22 Klappen und 7 Ringen

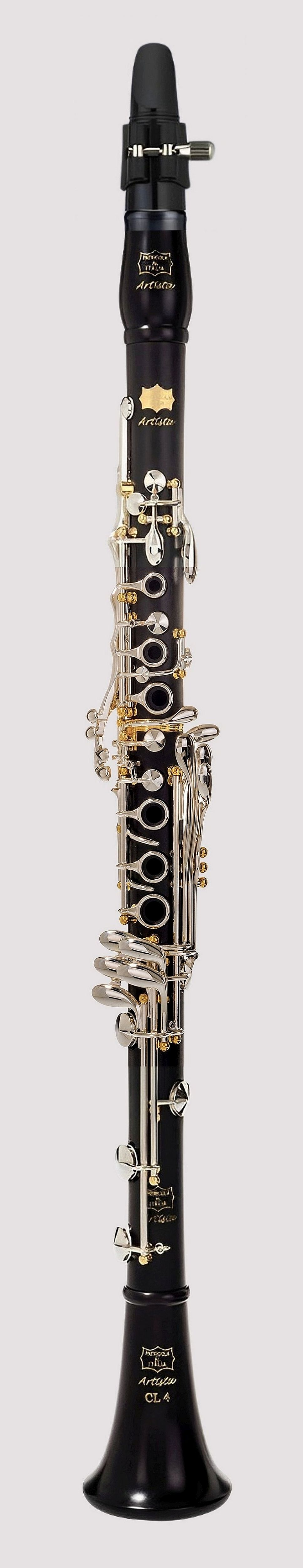
Voll-Böhm-Klarinette mit 21 Klappen und 7 Ringen

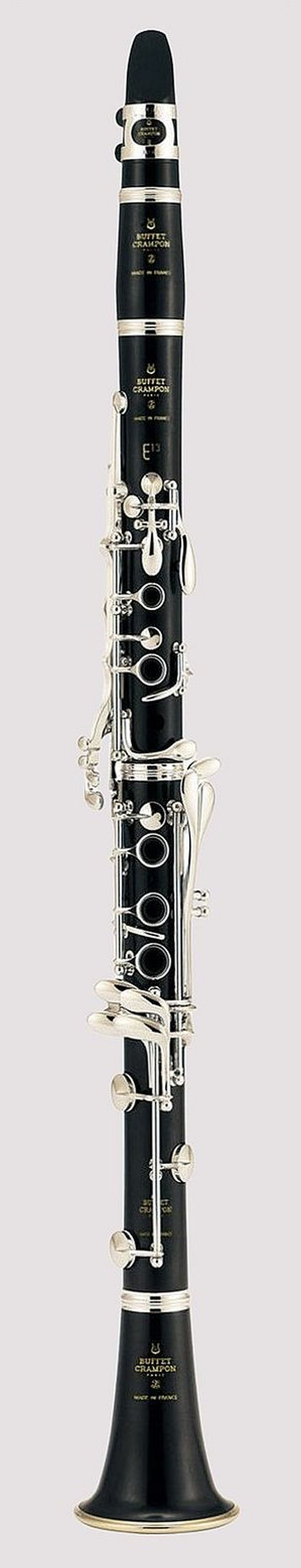
Standard Böhm-Klarinette mit 17 Klappen und 6 Ringen

## Das Klappensystem
Das Klappensystem von Klosé und Buffet mit 17 Klappen und sechs Ringen weist im Wesentlichen sechs Neuerungen gegenüber der weiter entwickelten, damals weltweit verbreiteten Iwan Müller-Klarinette auf:
1. Das Böhmsche System der Ring- und Achsklappen wurde von der Flöte auf die Klarinette übertragen, um bestehende Intonationsprobleme sowohl im oberen als auch im unteren Teil des Instruments zu beheben. Diese Ringe umgeben die Tonlöcher so, dass, wenn ein Finger das Tonloch bedeckt, er auch einen Metallring nach unten drückt, der mit der Oberseite des Lochs bündig ist. An dem Ring kann sich eine kleine Resonanzklappe befinden. Der Ring wiederum sitzt auf einer Achse, an der weitere Ringe montiert sind, die sich dann ebenfalls schließen und die auch über Resonanzklappen verfügen können, die mit geschlossen werden. Die auf einer Achse montierten Ringe nennt man auch Brille. Die Böhm-Klarinette hat auf dem Oberstück eine aus zwei Ringen bestehende Brille, die sich über dem oberen und dem mittleren Tonloch befindet. Auf der Achse sitzt zwischen den beiden Ringen eine Resonanzklappe, die sich zusammen mit dem unteren der beiden Ringe schließt. Am Unterstück befindet sich eine aus drei Ringen bestehende Brille mit einer Resonanzklappe oberhalb des oberen Rings. Alle Ringe und die Resonanzklappe schließen sich, wenn auch nur einer der Ringe niedergedrückt wird. Zudem sind die beiden Brillen über eine Brücke auf der rechten Seite des Instruments miteinander verbunden, mit der Folge, dass beim Niederdrücken eines beliebigen Rings auf dem Unterstück auch der untere Ring auf dem Oberstück und die dortige Resonanzklappe geschlossen werden. Diese komplizierte Mechanik (die Verbindung zwischen den beiden Brillen) kommt nur bei einem einzigen Ton zur Anwendung: bei dem zweigestrichenen B, wenn es mit einem der beiden möglichen Gabelgriffe gegriffen wird. Dabei schließt der Spieler das obere Tonloch auf dem Oberstück und zugleich entweder das obere oder das mittlere Tonloch am Unterstück.
2. Nadelfedern. Zur Steuerung des Öffnens und Schließens der Klappen dienten bis dahin an der Unterseite der Klappen befestigte Flachfedern. Soweit wie möglich verwenden Klosé und Buffet an den die Mechanik haltenden Böckchen befestigte Nadelfedern.
3. Die Klappen für die Töne E, F und Fis im unteren bzw. die Töne H, C und Cis im mittleren Register erhielten jeweils zwei Drücker, die einmal mit dem linken kleinen Finger betätigt werden können, zum anderen mit dem rechten. Die hierdurch geschaffene Redundanz ist eines der prägenden Merkmale der Böhm-Klarinette.
4. Die geschlossenen Finger der linken Hand und der rechte Zeigefinger ergeben den Ton B in der kleinen Oktav bzw. das zweigestrichene F statt wie bisher das H bzw. das Fis.
5. Das geschlossene Loch des linken Daumens ergibt das eingestrichene F bzw. das dreigestrichene C statt wie bisher das Fis bzw. das Cis. Für das eingestrichene Fis ist nun mit dem linken Zeigefinger das oberste Tonloch zu schließen. Das gilt allerdings nicht für das dreigestrichene Cis, das jetzt völlig anders zu greifen ist.
6. Die Griffe im dritten Register weichen deutlich von den bisherigen ab.
Die Neuerungen 1 bis 3 sind als Fortschritte anzusehen, die erste im Hinblick auf die Intonation, die zweite im Hinblick auf die Funktionsfähigkeit der Klarinette, während die dritte dem Klarinettisten insbesondere das schnelle Spiel bestimmter Tonabfolgen erleichtert. Die Neuerung 4 stellt keine Verbesserung dar und die unter 5 ist eher negativ zu bewerten. Zum einen ist der neue Griff für das eingestrichene Fis recht unglücklich; auf der deutschen Klarinette gibt es keinen Ton, der so gegriffen wird. Zum anderen wird durch den neuen Griff für das dreigestrichene Cis der Übergang vom zweiten zum dritten Register gegenüber der deutschen Klarinette, auf der man diesen Ton auch offen greifen kann, erschwert. Die Neuerung 6 ist ebenfalls unvorteilhaft: Die Griffkombinationen cis’’’-d’’’-dis’’’ sind deutlich schwerer zu spielen als beim deutschen System, bei dem man d’’’ und dis’’’ (und die höheren Töne, mit Ausnahme von b’’’ und h’’’) ohne den rechten kleinen Finger greifen kann. Zudem weist die Intonation des obersten Registers Unstimmigkeiten auf, die Töne sind tendenziell zu niedrig. Ein weiterer Kritikpunkt: die Finger müssen auf dem Unterstück weiter gespreizt werden als bis dahin.
Zu 4 bis 6: Möglicherweise haben Klosé und Buffet die Änderung der entsprechenden Griffe nicht beabsichtigt, machte jedoch die Konzeption der neuen Klarinette die anderen Griffe erforderlich.

## Entwicklungsgeschichtliche Einordnung

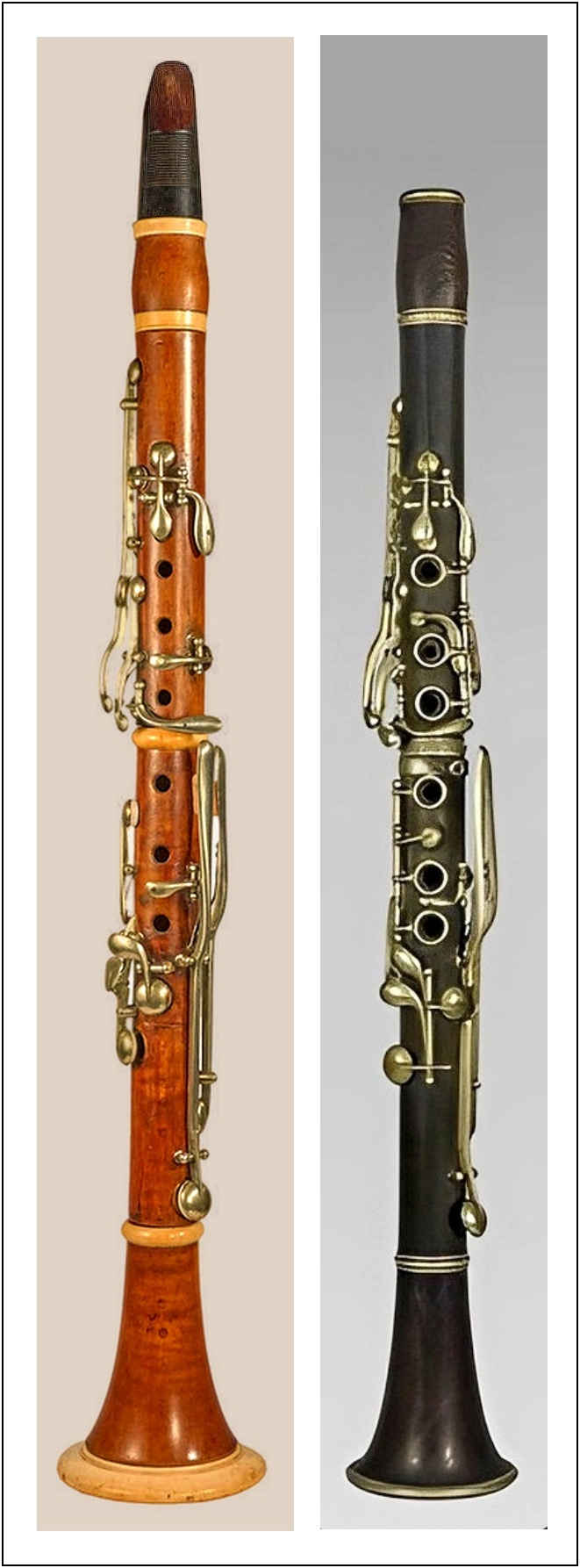
Klarinetten nach Iwan Müller (1809) und F.J. Gysens (1852)

Bei der Böhm-Klarinette handelt es sich nicht lediglich um die Übertragungen der Neuerungen von Theobald Böhm für die Querflöte, sondern darüber hinaus um eine komplette Neuentwicklung der Klarinette. Es wäre auch möglich gewesen, nur die von Böhm stammenden Neuerungen 1 und 2 auf die Iwan-Müller-Klarinette zu übertragen, was dann auch 1852 durch François Joseph Gysens geschah, französisches Patent Nr. 1BB13864. Diese Klarinette erfuhr eine Weiterentwicklung in der um 1860 entstandenen Baermann/Ottensteiner Klarinette, die ihrerseits in den ersten Jahren des 20. Jahrhunderts durch Oskar Oehler perfektioniert wurde.

## Klang und Böhm-System
Die neuen Klappen für die kleinen Finger erforderten eine weitere Innenbohrung mit einem deutlich größeren Konus am unteren Teil des Unterstücks des Instruments. Die dadurch bedingte Beeinträchtigung des Intonation wurde durch Verlängerung des Unterstücks und damit der Klarinette insgesamt um 10 bis 15 mm und entsprechenden Versatz der unteren Tonlöcher ausgeglichen. Hinzu kamen eine breitere Unterschneidung der Tonlöcher und ein breiteres Mundstück, das wiederum andere Blätter bedingte. Durch diese Operationen ging aber der charakteristische Klang der Klarinette verloren, der Mozart so sehr fasziniert hatte. Richard Strauss sprach nach Dirigaten in Frankreich von den näselnden französischen Klarinetten. Nach Weiterentwicklung der Bohrtechniken wird heute der Klang der deutschen Klarinette als rein, sonor und warm und der der französischen als schärfer, obertonreicher und flexibler beschrieben. Klarinetten mit deutscher Bohrung sind vom Klang her eher für klassische Musik, mit typisch französischer eher für Jazz und Pop-Musik geeignet. Wie eine Klarinette im Einzelfall tatsächlich klingt, ist aber nicht nur von der Bauart abhängig, sondern in starkem Maße auch von der Klangvorstellung des Spielers und seinem Können, diese Vorstellung zu realisieren.
Etwa seit der letzten Jahrhundertwende hat sich Klangauffassung der Böhmklarinettisten gewandelt in Richtung auf das deutsche Klangempfinden und die Hersteller der Böhm-Klarinetten scheinen diesen Trend durch Angleichung des durchschnittlichen Bohrungsverlaufs, des Bohrungsdurchmessers und der Tonlochbohrungen an die deutsche Klarinette zu unterstützen, mit dem Ergebnis, dass heute der Klang einer modernen Böhm-Klarinette nicht mehr weit von dem der Reform-Böhm-Klarinette oder überhaupt dem einer deutschen Klarinette entfernt sein muss. Wenn dann der Klarinettist, in der Absicht, dem deutschen Klangempfinden möglichst nahezukommen, auch noch ein deutsches Mundstück mit dem entsprechenden Blatt verwendet, kann es sein, dass selbst geübte Ohren nicht hören, dass gerade auf einer Böhm-Klarinette gespielt wird, so z. B. bei der Solistin Sharon Kam. Während ambitionierte Anhänger des Klangs deutscher Klarinetten (in Kulturorchestern) diese Entwicklung möglicherweise begrüßen, könnte man von einem eher unabhängigen Standpunkt die tatsächlich im Gange befindliche globale Vereinheitlichung oder starke Annäherung und den damit verbundenen Verlust unterschiedlicher Klangwelten eher bedauern und als Verarmung ansehen, ähnlich wie bei dem zu beobachtenden weltweiten Verlust des individuellen Sounds internationaler Spitzenorchester.

## Rezeption

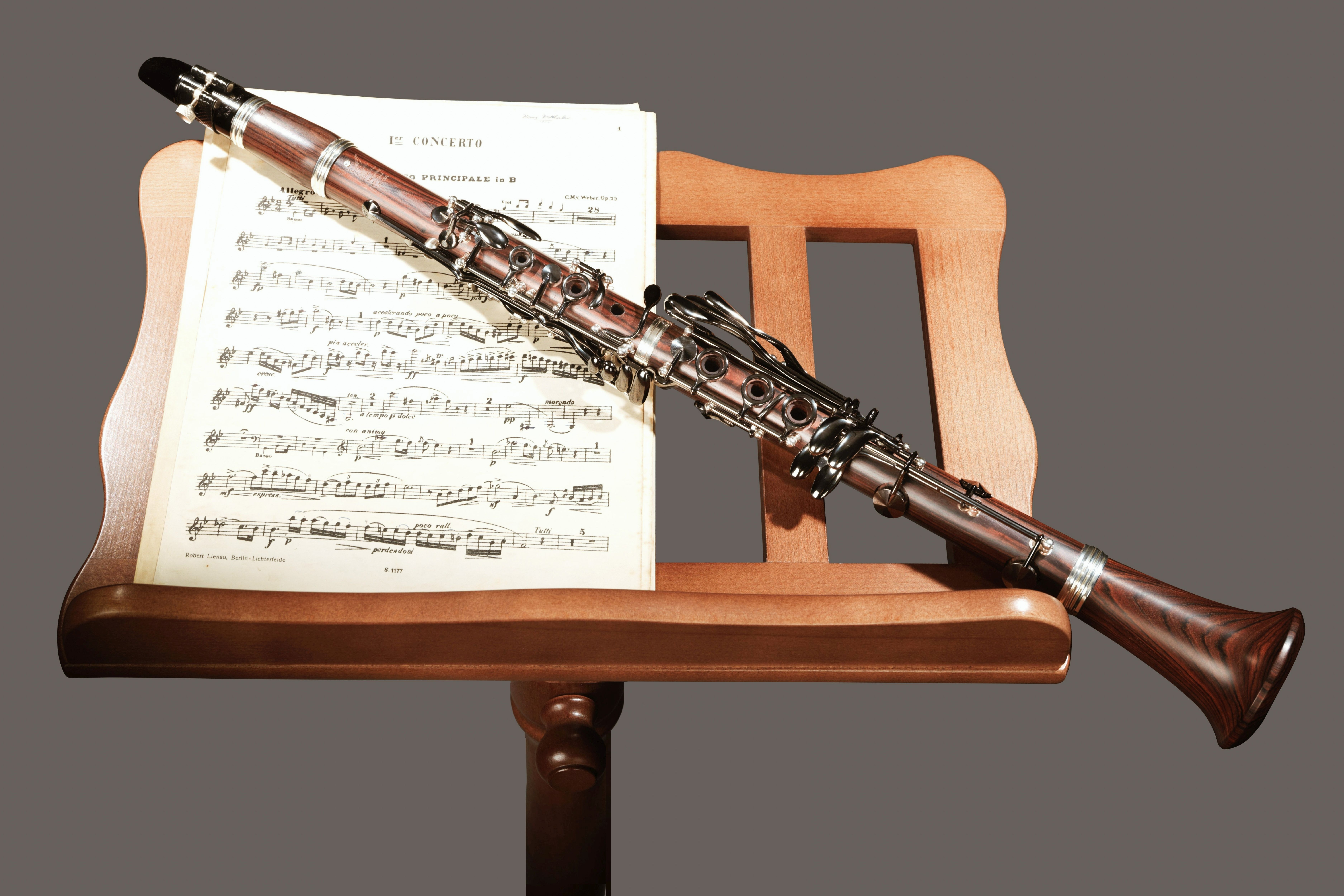
Böhmklarinette aus Königsholz (Herbert Neureiter)

Die Böhm-Klarinette war nach anfänglicher Zurückhaltung – schließlich galt es erst einmal umzulernen und zudem neue Instrumente zu erwerben – zunächst in Frankreich am erfolgreichsten. Ende der 1870er Jahre war sie fast die einzige Klarinette, die in Frankreich verwendet wurde. In den 1870er Jahren begann sie, auch die Albert-System-Klarinette und ihre Nachfahren in Belgien, Italien und Amerika zu ersetzen, und in den 1890er Jahren – nach dem Beispiel von Manuel Gómez, einem prominenten Klarinettisten in London, der eine Voll-Böhm-Klarinette verwendete – auch in England. Mitte des zwanzigsten Jahrhunderts spielte die weit überwiegende Zahl von Klarinettisten außerhalb Deutschlands, Österreichs und Osteuropas Klarinetten mit Böhm-System. Ab 1958 erfolgte in der UdSSR und dann auch in den anderen osteuropäischen Ländern die Umstellung vom deutschen auf das französische System, wobei eine Zeit lang auch in der DDR hergestellte Reform-Böhmklarinetten (s. u.) verwendet wurden.

## Weitere Entwicklung

### 1870: Die Voll-Böhm-Klarinette
Die Voll-Böhm-Klarinette wurde von Buffet Crampon in den 1870er Jahren entwickelt. Sie ist die einzige weitgehend akzeptierte Abwandlung des Entwurfs von Klosé und Buffet aus dem Jahr 1843 und konnte trotz ihrer zusätzlichen Komplexität, ihres Gewichts und ihrer Kosten nicht ganz verdrängt werden. Sie weist diese Verbesserungen auf:
1. Die aus zwei Ringen bestehende Brille auf dem Oberstück wurde um einen dritten Ring über dem unteren Tonloch erweitert. Dadurch wurde ein Gabelgriff für das eingestrichene Es bzw. das zweigestrichene B wie auf der deutschen Klarinette mit dem Zeige- und dem Ringfinger der linken Hand möglich.
2. Eine Trillerklappe für H/Cis' bzw. Fis"/Gis". Zwischen dem oberen und dem mittleren Tonloch des Unterstücks wurde ein Drücker eingefügt, der eine Resonanzklappe ganz oben auf dem Unterstück und die Cis'/Gis"-Klappe öffnet. Voraussetzung dafür war die Verlegung der letztgenannten Klappe, die an der normalen Böhm-Klarinette ganz unten auf dem Oberstück sitzt, ganz oben auf das Unterstück. Greift der Spieler H bzw. Fis" erzeugt ein Druck auf den genannten Drücker zu einem für einen Triller ausreichend stimmigen Cis' bzw. Gis".
3. Der Tonumfang wurde nach unten um einen halben Ton erweitert, so dass diese Klarinette notiert bis tief Es spielen kann. Dadurch kann eine Voll-Böhm-Klarinette in B eine normale A-Klarinette durch Transposition ersetzen.
4. Der bei der normalen Böhm-Klarinette optionale Heber für das kleine Gis bzw. das zweigestrichene Es wird standardmäßig verbaut.

### 1949: Die Reform-Böhm-Klarinette
Die Innenbohrungen von Klarinetten sind nicht durchgehend zylindrisch, sondern weisen entweder nur oder vorzugsweise am Unterstück einen mehr oder weniger starken Konus auf mit Einfluss auf den Klang. In der zweiten Hälfte der 1940er Jahre entwickelte der deutsche Klarinettenbaumeister Fritz Wurlitzer aufgrund von Vorarbeiten des Klarinettisten Ernst Schmidt eine Klarinette mit französischem Griffsystem, bei der er die Bohrung so veränderte, dass sie vom Klang her annähernd der deutschen Klarinette entsprach. Vor allem reduzierte er die Konizität von 7 auf 4,5 mm und veränderte auch das Mundstück. Zugleich bot er fünf Verbesserungen der Böhmmechanik an. Diese Variante findet bis heute unter den Böhm-Klarinettisten in einer Reihe von Ländern eine wenn auch wohl allmählich abnehmende Zahl an Liebhabern.

### 1950er Jahre: Vergessene Systeme

#### Mazzeo-System
Das Mazzeo-System ist ein Klappen-System, das der US-amerikanische Klarinettist Rosario Mazzeo in den 1950er Jahren entwickelte. Die Firma Selmer erhielt die Exklusivrechte für die Massenproduktion. Es wurden ca. 13 000 Exemplare hergestellt;[Zitat] viele davon befinden sich heute in Museen, einige aber auch in privaten Sammlungen oder werden zum Verkauf angeboten. Zusätzlich zu den in Frankreich hergestellten Instrumenten gab es in Selmers „Bundy“- und „Signet“-Linien von Schülerinstrumenten (hergestellt in den USA) jeweils ein Mazzeo-Modell.
Die Unterschiede zwischen einer Böhm-Systemklarinette und einer Mazzeo-Systemklarinette sind:
1. Zusätzliche Griffe für das eingestrichene B: die Klappe für das eingestrichene A wird geöffnet, während der linke Mittelfinger das mittlere Tonloch auf dem Oberstück schließt. Statt dieses Tonlochs kann auch eines der drei Tonlöcher auf dem Unterstück geschlossen werden oder alle drei Löcher. Schließt man bei einer dieser Fingerstellungen die A'-Klappe, erklingt der Ton A'
2. Das Daumenloch für die linke Hand ist gedeckelt.
3. Der Becher ist schlanker und hat am unteren Ende keinen Ring.
Ein weiter entwickeltes Modell verfügte noch über diese Mechanismen:
4. Ein zusätzlicher Griff für das eingestrichene Es bzw. das zweigestrichene B: das Daumenloch und das obere und das untere Tonloch auf dem Oberstück werden geschlossen.
5. Einen Mechanismus zum einfachen Wechsel zwischen dem eingestrichenen H und dem zweigestrichenen Cis, auch als Triller verwendbar
6. Alternative Griffe für das eingestrichene Gis und für das zweigestrichene Es

#### McIntyre-System
Das McIntyre-System wurde 1959 für Robert und Thomas McIntyre aus Naugatuck, Connecticut, Inhaber eines Musikgeschäftes mit Reparaturwerkstatt, patentiert. Es bestand aus einen neuen Mechanismus zur Steuerung der eingestrichenen Noten Gis, A und B, bei dem nur die Ringe der linken Hand verwendet wurden, durch die vier neue oberhalb der Ringe liegende Klappen gesteuert wurden. Auf der rechten Seite des Oberstücks gab es nur drei Trillertasten anstelle der vier des Standard-Böhm-Systems. Ansonsten war der Fingersatz derselbe wie beim Standard-Böhm-System.
Die McIntyres ließen die Klarinettenkörper und die Klappen in Frankreich fertigen und beschränkten sich auf den Zusammenbau, hatten aber einen schweren Stand bei der Vermarktung. Verhandlungen mit einem bekannten Klarinettenbauer scheiterten daran, die die McIntyres nicht bereit waren, ihm das Patent zu verkaufen. Schließlich wurde die Produktion eingestellt.

### Um 2000: Das Benade NX-System
Das NX-System wurde von dem Akustiker und Klarinettisten Arthur Benade von den 1970er Jahren bis zu seinem Tod im Jahr 1987 entwickelt. Der Holzblasinstrumententechniker und Mitarbeiter von Benade George Jameson arbeitete weiter an diesem Klarinettentyp, bis auch er 1996 starb. Dann nahm sich der in Kanada ansässige englische Klarinettenbauer Stephen Fox dieser Klarinette an, mit dem Ergebnis, dass er es vom Prototypstadium zur Fertigungsreife entwickelte und seitdem und bis heute diese Klarinette in den Stimmungen B und A in zwei Varianten anbietet. Ziel von Benade war, „den fokussierten und klaren Klang der deutschen Klarinette mit der Brillanz und Projektion der französischen Klarinette zu vereinen, und das bei einer hervorragenden Intonation.“
Als Ausgangspunkt für seine Entwicklungsarbeit dienten ihm eine R13-Klarinette von Buffet Crampon mit einem Vandoren-Mundstück und eine Reform-Böhm-Klarinette von Wurlitzer mit einem Zinner-Mundstück. Wie auch Fritz Wurlitzer, der Vater von Herbert Wurlitzer, wusste er, dass zur Erreichung des ersten Ziels – Klang – Änderungen bei der Innenbohrung des Instruments und beim Mundstück notwendig waren. Seine Versuche führten zu einer äußerst unregelmäßigen Innenbohrung des Oberstücks in einem Schwankungsbereich von 14,65 mm und ca. 15 mm. Dagegen verläuft die Bohrung des Unterstücks leicht konisch mit einer Aufweitung auf 16 mm am Ende. Das Schallstück ist, wie bei den anderen Klarinetten, konisch, jedoch mit einem viel breiteren Winkel als üblich. Die Mundstücke haben bei einer zylindrischen Bohrung von 15,2 mm ein wesentlich größeres Bohrvolumen als Standard-Mundstücke.
Das zweite Ziel – Intonation – führte zu folgenden Veränderungen gegenüber der normalen Böhm-Klarinette:
1. Verwendung einer optimal dimensionierten, engeren Registerhülse (unterhalb der Duodezimklappe) und ein zusätzliches Tonloch für das eingestrichene B mit dazugehörigem Mechanismus.
2. Eliminierung überflüssiger Tonlöcher (d. h. zwei oder mehr Löcher im gleichen Abstand am Korpus); dies führt zu einer anderen Anordnung des zweiten Fingerlochs der linken Hand und zu alternativen Fingersätzen für Es'/B".
3. Sorgfältige Einhaltung der Grundsätze zur Minimierung von Turbulenzen in der Luftsäule (insbesondere derjenigen, die durch das Zusammenwirken eng beieinander liegender Turbulenzquellen verursacht werden), durch Sicherstellung eines ausreichenden Abstands zwischen den Tonlöchern, einer ausreichenden Tiefe der Löcher und einer ausreichenden Höhe der Polsteröffnung sowie durch Abrundung aller potenziell scharfen Kanten im Luftstrom.
4. Abschließende Einstellung durch Messung und Angleichung der Resonanzfrequenzen der Luftsäule, um einen optimalen Ton und eine optimale Ansprache zu erreichen; etwas, das ein Merkmal jedes guten Blasinstruments sein muss, ob es dem Hersteller bewusst ist oder nicht, aber in diesem Fall ausdrücklich und systematisch angewandt wird.
Fox bietet zwei Modelle dieses Klarinettentyps an: Das "einfache" Modell, ein reines Böhm-Klappensystem, abgesehen von den oben unter Ziffer 1 beschriebenen Änderungen, und ein Modell "AHB Replica" mit problematischen Klappeninnovationen auf dem Oberstück und einer optionalen Tief-F-Verbesserung, zu betätigen mit dem rechten Daumen.
Die meisten der wenigen Klarinettisten, die sich eine NX-Klarinette anfertigen ließen, wählten das einfache und Praxis tauglichere Modell.

### Um 2007: Das Bohlen-Pierce-System

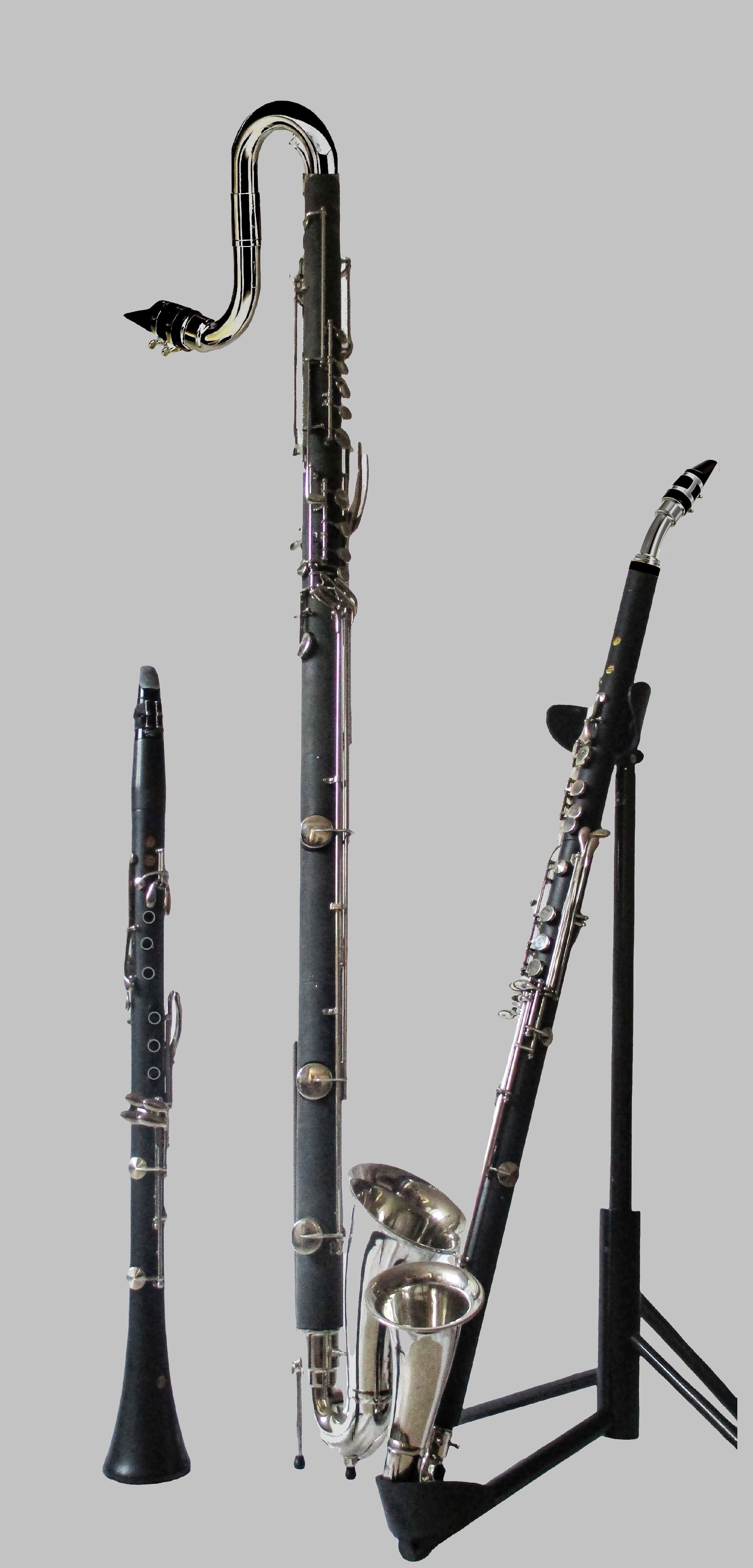
Bohlen-Pierce-Klarinettenfamilie: Sopran, Contra(bass) und Tenor

Die Bohlen-Pierce-Skala, ist eine Tonskala, welche die Duodezime in dreizehn statt zwölf Tonstufen unterteilt, wodurch im Bereich der zeitgenössischen Musik neue Klanglandschaften und Hörerlebnisse entstehen. Sie kann realisiert werden auf Aerophonen mit gedackter zylindrischer Bohrung, wie Klarinetten und Panflöten, aber auch auf Metallophonen und Glockenspielen. Ein erstes Konzert mit Bohlen-Pierce-Klarinetten fand am 20. März 2008 an der University of Guelph, Ontario, Kanada statt, gefolgt von einem Konzert am 13. Juni 2008 an der Hochschule für Musik und Theater Hamburg. Das Griffsystem der extrem seltenen Bohlen-Pierce-Klarinette ist an das Böhm-System (Klarinette) angelehnt, verfügt aber über weniger Klappen.

### Gegenwart: Verbesserungen durch deutsche Klarinettenbauer

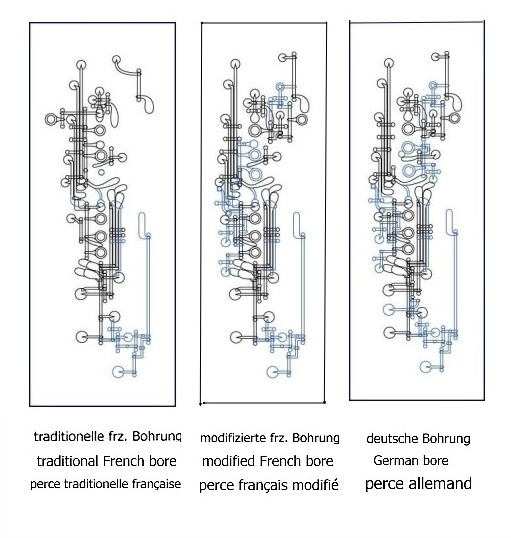
Konfiguratoren für die mechanische Ausstattung einer modernen Böhmklarinette mit verschiedenen Bohrungen in modularer Bauweise (Wahlmöglichkeiten blau gekennzeichnet)

Nicht die großen französischen Hersteller, sondern die relativ kleinen deutschen Manufakturen bieten Böhmklarinetten optional mit zusätzlichen Mechanismen an, die entweder eine Verbesserung der Intonation bewirken oder durch neue redundante Griffe dem Spieler das Spielen bestimmter Passagen erleichtern. Das sind zunächst die fünf Mechanismen, die Fritz Wurlitzer für seine Reform-Boehm-Klarinette entwickelt hat, die aber auch an normalen Boehmklarinetten verbaut werden können. Zur Vermeidung von Wiederholungen wird insoweit auf den Hauptartikel Reform-Böhm-System verwiesen. Weitere Verbesserungen:
6. Ein Mechanismus zum besseren Wechsel von tief E nach tief Fis bzw. vom eingestrichenen H zum zweigestrichenen Cis, der auch für die Ausführung entsprechender Triller eingesetzt werden kann, zumeist H/Cis-Triller genannt.
7. H/Cis'- bzw. Fis"/Gis"-Triller, zumeist Fis/Gis-Triller genannt
8. Eine zusätzliche Resonanzklappe auf der rechten Seite des Unterstücks zu klanglichen Verbesserung des kleinen H und des zweigestrichenen Fis (Acton-Mechanik)
9. Bei einer Boehm-Klarinette mit deutscher Bohrung kann am Oberstück auch statt der Französischen eine deutsche Brille montiert werden (angeschlagen auf der linken Seite). Dadurch wird die Verbindung der Brillen auf dem Ober- und dem Unterstück durch eine Brücke auf der rechten Seite obsolet.
Klarinetten dieser Art werden zu entsprechende Preisen auf höchstem Qualitätsniveau gebaut. Internationale Solisten wie Charles Neidich, Shirley Brill und Richard Haynes haben sich solche Instrumente anfertigen lassen.

## Ausblick
Auf mittlere Sicht dürfte die Produktion von Vollböhm-, Reform-Böhm und Benade-NX-Klarinetten auslaufen. Es verblieben dann zum einen die industriell hergestellten relativ preiswerten Standard Boehm-Klarinetten, mit kleinen Verbesserungen bei Spitzenmodellen, und zum anderen die individuell nach den Wünschen des Klarinettisten von deutschen und österreichischen Manufakturen angefertigten besonders hochwertigen Solisteninstrumente.